# Grand Prix Formule 1 van Portugal 2021
De Grand Prix Formule 1 van Portugal 2021 werd gereden op 2 mei op het Autódromo Internacional do Algarve bij Portimão. Het is de derde race van het kampioenschap.

## Vrije trainingen

### Uitslagen
- Enkel de top vijf wordt weergegeven.

| Vrije training 1 | Pos. | Nr. | Coureur          | Constructeur   | Tijd     |
| ---------------- | ---- | --- | ---------------- | -------------- | -------- |
| Vrije training 1 | 1    | 77  | Valtteri Bottas  | Mercedes       | 1:19.648 |
| Vrije training 1 | 2    | 33  | Max Verstappen   | Red Bull-Honda | 1:19.673 |
| Vrije training 1 | 3    | 11  | Sergio Pérez     | Red Bull-Honda | 1:19.846 |
| Vrije training 1 | 4    | 16  | Charles Leclerc  | Ferrari        | 1:19.884 |
| Vrije training 1 | 5    | 44  | Lewis Hamilton   | Mercedes       | 1:19.967 |
| Vrije training 2 | Pos. | Nr. | Coureur          | Constructeur   | Tijd     |
| Vrije training 2 | 1    | 44  | Lewis Hamilton   | Mercedes       | 1:19.837 |
| Vrije training 2 | 2    | 33  | Max Verstappen   | Red Bull-Honda | 1:19.980 |
| Vrije training 2 | 3    | 77  | Valtteri Bottas  | Mercedes       | 1:20.181 |
| Vrije training 2 | 4    | 55  | Carlos Sainz jr. | Ferrari        | 1:20.197 |
| Vrije training 2 | 5    | 14  | Fernando Alonso  | Alpine-Renault | 1:20.220 |
| Vrije training 3 | Pos. | Nr. | Coureur          | Constructeur   | Tijd     |
| Vrije training 3 | 1    | 33  | Max Verstappen   | Red Bull-Honda | 1:18.489 |
| Vrije training 3 | 2    | 44  | Lewis Hamilton   | Mercedes       | 1:18.725 |
| Vrije training 3 | 3    | 77  | Valtteri Bottas  | Mercedes       | 1:18.820 |
| Vrije training 3 | 4    | 11  | Sergio Pérez     | Red Bull-Honda | 1:18.840 |
| Vrije training 3 | 5    | 31  | Esteban Ocon     | Alpine-Renault | 1:18.860 |

Testcoureur in vrije training 1:
 Callum Ilott (Alfa Romeo-Ferrari) reed in plaats van Antonio Giovinazzi.

## Kwalificatie
Valtteri Bottas behaalde de zeventiende pole position in zijn carrière.
| Pos.                   | Nr. | Coureur            | Constructeur          | Kwalificatietijden | Kwalificatietijden | Kwalificatietijden | Grid |
| Pos.                   | Nr. | Coureur            | Constructeur          | Q1                 | Q2                 | Q3                 | Grid |
| ---------------------- | --- | ------------------ | --------------------- | ------------------ | ------------------ | ------------------ | ---- |
| 1                      | 77  | Valtteri Bottas    | Mercedes              | 1:18.722           | 1:18.458           | 1:18.348           | 1    |
| 2                      | 44  | Lewis Hamilton     | Mercedes              | 1:18.857           | 1:17.968           | 1:18.355           | 2    |
| 3                      | 33  | Max Verstappen     | Red Bull-Honda        | 1:19.485           | 1:18.650           | 1:18.746           | 3    |
| 4                      | 11  | Sergio Pérez       | Red Bull-Honda        | 1:19.337           | 1:18.845           | 1:18.890           | 4    |
| 5                      | 55  | Carlos Sainz jr.   | Ferrari               | 1:19.309           | 1:18.813           | 1:19.039           | 5    |
| 6                      | 31  | Esteban Ocon       | Alpine-Renault        | 1:19.092           | 1:18.596           | 1:19.042           | 6    |
| 7                      | 4   | Lando Norris       | McLaren-Mercedes      | 1:18.794           | 1:18.481           | 1:19.116           | 7    |
| 8                      | 16  | Charles Leclerc    | Ferrari               | 1:19.373           | 1:18.769           | 1:19.306           | 8    |
| 9                      | 10  | Pierre Gasly       | AlphaTauri-Honda      | 1:19.464           | 1:19.052           | 1:19.475           | 9    |
| 10                     | 5   | Sebastian Vettel   | Aston Martin-Mercedes | 1:19.403           | 1:18.970           | 1:19.659           | 10   |
| 11                     | 63  | George Russell     | Williams-Mercedes     | 1:19.797           | 1:19.109           |                    | 11   |
| 12                     | 99  | Antonio Giovinazzi | Alfa Romeo-Ferrari    | 1:19.410           | 1:19.216           |                    | 12   |
| 13                     | 14  | Fernando Alonso    | Alpine-Renault        | 1:19.728           | 1:19.456           |                    | 13   |
| 14                     | 22  | Yuki Tsunoda       | AlphaTauri-Honda      | 1:19.684           | 1:19.463           |                    | 14   |
| 15                     | 7   | Kimi Räikkönen     | Alfa Romeo-Ferrari    | 1:19.748           | 1:19.812           |                    | 15   |
| 16                     | 3   | Daniel Ricciardo   | McLaren-Mercedes      | 1:19.839           |                    |                    | 16   |
| 17                     | 18  | Lance Stroll       | Aston Martin-Mercedes | 1:19.913           |                    |                    | 17   |
| 18                     | 6   | Nicholas Latifi    | Williams-Mercedes     | 1:20.285           |                    |                    | 18   |
| 19                     | 47  | Mick Schumacher    | Haas-Ferrari          | 1:20.452           |                    |                    | 19   |
| 20                     | 9   | Nikita Mazepin     | Haas-Ferrari          | 1:20.912           |                    |                    | 20   |
| Q1 107% tijd: 1:24.232 |     |                    |                       |                    |                    |                    |      |

## Wedstrijd
Lewis Hamilton behaalde de zevenennegentigste Grand Prix-overwinning in zijn carrière.
| Pos.               | Nr. | Coureur            | Constructeur          | Rondes | Tijd / Oorzaak uitval | Grid | Punten |
| ------------------ | --- | ------------------ | --------------------- | ------ | --------------------- | ---- | ------ |
| 1                  | 44  | Lewis Hamilton     | Mercedes              | 66     | 1:34.31.421           | 2    | 25     |
| 2                  | 33  | Max Verstappen     | Red Bull-Honda        | 66     | +29.148               | 3    | 18     |
| 3                  | 77  | Valtteri Bottas    | Mercedes              | 66     | +33.530               | 1    | 16S    |
| 4                  | 11  | Sergio Pérez       | Red Bull-Honda        | 66     | +39.735               | 4    | 12     |
| 5                  | 4   | Lando Norris       | McLaren-Mercedes      | 66     | +51.369               | 7    | 10     |
| 6                  | 16  | Charles Leclerc    | Ferrari               | 66     | +55.781               | 8    | 8      |
| 7                  | 31  | Esteban Ocon       | Alpine-Renault        | 66     | +1:03.749             | 6    | 6      |
| 8                  | 14  | Fernando Alonso    | Alpine-Renault        | 66     | +1:04.808             | 13   | 4      |
| 9                  | 3   | Daniel Ricciardo   | McLaren-Mercedes      | 66     | +1:15.369             | 16   | 2      |
| 10                 | 10  | Pierre Gasly       | AlphaTauri-Honda      | 66     | +1:16.463             | 9    | 1      |
| 11                 | 55  | Carlos Sainz jr.   | Ferrari               | 66     | +1:18.955             | 5    |        |
| 12                 | 99  | Antonio Giovinazzi | Alfa Romeo-Ferrari    | 65     | +1 ronde              | 12   |        |
| 13                 | 5   | Sebastian Vettel   | Aston Martin-Mercedes | 65     | +1 ronde              | 10   |        |
| 14                 | 18  | Lance Stroll       | Aston Martin-Mercedes | 65     | +1 ronde              | 17   |        |
| 15                 | 22  | Yuki Tsunoda       | AlphaTauri-Honda      | 65     | +1 ronde              | 14   |        |
| 16                 | 63  | George Russell     | Williams-Mercedes     | 65     | +1 ronde              | 11   |        |
| 17                 | 47  | Mick Schumacher    | Haas-Ferrari          | 64     | +2 rondes             | 19   |        |
| 18                 | 6   | Nicholas Latifi    | Williams-Mercedes     | 64     | +2 rondes             | 18   |        |
| 19                 | 9   | Nikita Mazepin     | Haas-Ferrari          | 63     | +2 rondes *           | 20   |        |
| DNF                | 7   | Kimi Räikkönen     | Alfa Romeo-Ferrari    | 1      | Ongeluk               | 15   |        |
| Bron: formula1.com |     |                    |                       |        |                       |      |        |

S Valtteri Bottas behaalde een extra punt voor het rijden van de snelste ronde.

* Nikita Mazepin ontving een straf van vijf seconden voor het negeren van blauwe vlaggen.

## Tussenstanden wereldkampioenschap
Betreft tussenstanden voor het wereldkampioenschap na afloop van de race.

### Coureurs
| Pos. | Nr. | Coureur          | Constructeur     | Punten |
| ---- | --- | ---------------- | ---------------- | ------ |
| 1    | 44  | Lewis Hamilton   | Mercedes         | 69     |
| 2    | 33  | Max Verstappen   | Red Bull-Honda   | 61     |
| 3    | 4   | Lando Norris     | McLaren-Mercedes | 37     |
| 4    | 77  | Valtteri Bottas  | Mercedes         | 32     |
| 5    | 16  | Charles Leclerc  | Ferrari          | 28     |
| 6    | 11  | Sergio Pérez     | Red Bull-Honda   | 22     |
| 7    | 3   | Daniel Ricciardo | McLaren-Mercedes | 16     |
| 8    | 55  | Carlos Sainz jr. | Ferrari          | 14     |
| 9    | 31  | Esteban Ocon     | Alpine-Renault   | 8      |
| 10   | 22  | Pierre Gasly     | AlphaTauri-Honda | 7      |

### Constructeurs
| Pos. | Constructeur          | Punten |
| ---- | --------------------- | ------ |
| 1    | Mercedes              | 101    |
| 2    | Red Bull-Honda        | 83     |
| 3    | McLaren-Mercedes      | 53     |
| 4    | Ferrari               | 42     |
| 5    | Alpine-Renault        | 13     |
| 6    | AlphaTauri-Honda      | 9      |
| 7    | Aston Martin-Mercedes | 5      |
| 8    | Alfa Romeo-Ferrari    | 0      |
| 9    | Williams-Mercedes     | 0      |
| 10   | Haas-Ferrari          | 0      |